# Conlang

La bandera Conlang, un símbolo del lenguaje creado por los suscriptores de la lista de correo conlang que representa la torre de Babel en contra de un sol naciente en un atardecer.

Conlang es el nombre de una comunidad de miembros que crean idiomas artificiales de todo tipo y de lingüística en general. La lista conlang es una comunidad establecida con más de 1000 miembros, incluyendo varios colaboradores regulares con un alto volumen de producción, y que incluye tanto a lingüistas profesionales como a aficionados.  Sus archivos se localizan en varias fuentes, principalmente en un servidor en la Brown University. Igualmente en foros y redes sociales como Facebook.
La corriente de la construcción lingüística no tiene un origen claro, ya que tiende a tener muchas aristas, los colaboradores, son muchas veces creadores de las mismas, inventores, escritores o simplemente aficionados que discuten acerca de cuestiones relacionadas con la filología.
Algunas de las lenguas construidas se crean con fines artísticos, principalmente literarios, que requieren de ella como herramienta de ficción. Algunas de las lenguas más famosas las aportan el escritor inglés J.R.R. Tolkien con sus libros del Hobbit o El Señor de los anillos o también el escritor estadounidense George R. R. Martin en el libro Juego de tronos. También esta Marc Okrand el creador del Klingon, lengua conocida de Star Trek. 
A veces en el género literario se acompañan de conworlds o mundos construidos, que son mundos ficticios o escenarios reales con lugares ficticios aportados por un autor donde no necesariamente la ciencia ficción pueda estar presente, como por ejemplo cafés o esquinas irreales en ciudades reales. Igualmente éstas no tienen sólo un fin artístico, sino también tienen razones experimentales, sociales e incluso científicas..
Algunas veces las lenguas construidas evolucionan para convertirse en lenguas auxiliares de una pequeña comunidad, que generalmente no suman más de 100 miembros a lo sumo, ya que son de difícil difusión y las comunidades que colaboran, exponen sus avances y proponen cambios, así como se discuten aspectos de las lenguas existentes como el inglés o el español.
La lista fue pionera en la utilización y popularización del término conlang (constructed language) usado incluso en español para referirse a los idiomas artificiales los cuales incluso se difunden a nivel global.